# Дніпровський район (Дніпропетровська область, 1928—2020)
Дніпровський райо́н (до 2016 року — Дніпропетровський район) — колишня адміністративно-територіальна одиниця Дніпропетровської області України. Адміністративний центр — місто Дніпро; органи влади були розміщені в смт Слобожанському. Створений у 1928 році. Кількість населення становила 83 588 осіб (на 1 квітня 2016 року).

## Географія
Загальна площа району — 5610 км².
Район межує з Магдалинівським, Новомосковським, Синельниківським, Солонянським, Криничанським і Петриківським районами Дніпропетровської області.
Через територію району протікають такі річки — Дніпро, Самара, Оріль (колишнім руслом Протовчи), Кільчень, Мокра Сура. Ґрунт — чорноземний.

## Історія
На території району знайдено поселення пізнього палеоліту, могильник та поселення часів мезоліту. Досліджені поселення епохи неоліту, знайдено предмети черняхівської культури.
Історія Дніпровського району бере початок з 1920 року, коли на базі заводських підсобних господарств міста Дніпро був організований Приміський район. Основним завданням цього району було забезпечення мешканців обласного центру та м. Кам'янське овочево-молочною продукцією. 
Лисавето-Кам'янский район був утворений у 1923 р.. 
Станом на 1928 рік (у період 1926–1927) з Діївського та Лоцман-Кам'янського районів створено Діїво-Лоцманський район..
Станом на поч. 1929 рік з Лизавето-Кам'янського, Діїво-Лоцманського та Мануйлівського районів створено Дніпропетровський район.
Район ліквідований у 1930 році.
Дніпропетровський район поновлений у 1937 році.
Район ліквідований у 1959 році, а всі населені пункти віднесено до сусідніх районів. У 1965 році відновлюється існування району.
Ліквідований відповідно до постанови Верховної Ради України від 17 липня 2020 року «Про утворення та ліквідацію районів».

## Адміністративно-територіальний поділ
Район адміністративно-територіально поділяється на 1 міську ради, 2 селищні ради та 14 сільських рад, які об'єднують 43 населені пункти та підпорядковані Дніпровській районній раді. Адміністративний центр — місто Дніпро, яке має статус міста обласного значення, тому не входить до складу району.

### Найбільші населені пункти
| №  | Населений пункт   | Населення, осіб (2001) |
| -- | ----------------- | ---------------------- |
| 1  | Підгородне        | 17 778                 |
| 2  | Слобожанське      | 11 528                 |
| 3  | Обухівка          | 8 266                  |
| 4  | Новоолександрівка | 4 502                  |
| 5  | Сурсько-Литовське | 4 264                  |
| 6  | Олександрівка     | 2 799                  |
| 7  | Балівка           | 2 777                  |
| 8  | Любимівка         | 2 610                  |
| 9  | Партизанське      | 2 591                  |
| 10 | Дослідне          | 2 126                  |

## Населення
Розподіл населення за віком та статтю (2001)
| Стать | Всього | До 15 років | 15-24 | 25-44  | 45-64  | 65-85 | Понад 85 |
| --- | ------ | ----------- | ----- | ------ | ------ | ----- | -------- |
| Чоловіки | 36 685 | 6624        | 6041  | 11 048 | 9368   | 3456  | 148      |
| Жінки | 42 216 | 6098        | 5874  | 11 499 | 11 479 | 6641  | 625      |
| \| Статево-вікова піраміда \| Статево-вікова піраміда \| Статево-вікова піраміда \| \| ----------------------- \| ----------------------- \| ----------------------- \| \| Чоловіки \| Вік \| Жінки \| \| 148 \| 85 + \| 625 \| \| 182 \| 80-84 \| 735 \| \| 651 \| 75-79 \| 1708 \| \| 1328 \| 70-74 \| 2296 \| \| 1295 \| 65-69 \| 1902 \| \| 2650 \| 60-64 \| 3579 \| \| 1501 \| 55-59 \| 1907 \| \| 2414 \| 50-54 \| 2753 \| \| 2803 \| 45-49 \| 3240 \| \| 3149 \| 40-44 \| 3388 \| \| 2672 \| 35-39 \| 2863 \| \| 2435 \| 30-34 \| 2523 \| \| 2792 \| 25-29 \| 2725 \| \| 2924 \| 20-24 \| 2815 \| \| 3117 \| 15-20 \| 3059 \| \| 2947 \| 10-14 \| 2745 \| \| 2081 \| 5-9 \| 1923 \| \| 1596 \| 0-4 \| 1430 \| |        |             |       |        |        |       |          |
| Статево-вікова піраміда |        |             |       |        |        |       |          |
| Чоловіки | Вік    | Жінки       |       |        |        |       |          |
| 148 | 85 +   | 625         |       |        |        |       |          |
| 182 | 80-84  | 735         |       |        |        |       |          |
| 651 | 75-79  | 1708        |       |        |        |       |          |
| 1328 | 70-74  | 2296        |       |        |        |       |          |
| 1295 | 65-69  | 1902        |       |        |        |       |          |
| 2650 | 60-64  | 3579        |       |        |        |       |          |
| 1501 | 55-59  | 1907        |       |        |        |       |          |
| 2414 | 50-54  | 2753        |       |        |        |       |          |
| 2803 | 45-49  | 3240        |       |        |        |       |          |
| 3149 | 40-44  | 3388        |       |        |        |       |          |
| 2672 | 35-39  | 2863        |       |        |        |       |          |
| 2435 | 30-34  | 2523        |       |        |        |       |          |
| 2792 | 25-29  | 2725        |       |        |        |       |          |
| 2924 | 20-24  | 2815        |       |        |        |       |          |
| 3117 | 15-20  | 3059        |       |        |        |       |          |
| 2947 | 10-14  | 2745        |       |        |        |       |          |
| 2081 | 5-9    | 1923        |       |        |        |       |          |
| 1596 | 0-4    | 1430        |       |        |        |       |          |

За даними Головного управління статистики в Дніпропетровській області кількість населення в районі на 25 жовтня 2020 року становила 1179,3 тис. осіб. Густота населення — 60 чол./км².

### Поселення
| Поселення         | 1886 рік | 1989 рік | 2001 рік |
| ----------------- | -------- | -------- | -------- |
| 10000-19999       |          |          |          |
| Підгородне        | 3328     | 19500    | 18119    |
| Слобожанське      | —        | 10640    | 11528    |
| 5000-9999         |          |          |          |
| Обухівка          | 1930+660 | 8100     | 8266     |
| 2000-4999         |          |          |          |
| Новоолександрівка |          | 4600     | 4502     |
| Сурсько-Литовське |          | 4700     | 4264     |
| Олександрівка     | 379      | 2400     | 2799     |
| Балівка           |          | 2700     | 2777     |
| Любимівка         | 789      | 2700     | 2610     |
| Партизанське      |          | 2600     | 2591     |
| Дослідне          | —        | 2000     | 2126     |
| 1000-1999         |          |          |          |
| Чумаки            | —        | 1780     | 1977     |
| Новотаромське     |          | 720      | 1751     |
| Старі Кодаки      |          | 1600     | 1619     |
| Горянівське       |          | 1400     | 1443     |
| Степове           | —        | 1400     | 1375     |
| Волоське          |          | 1500     | 1362     |
| Новомиколаївка    |          | 1400     | 1314     |
| Миколаївка        |          | 3800     | 1266     |
| Зоря              | —        | 1100     | 1071     |
| 500-999           |          |          |          |
| Горького          | —        | 940      | 975      |
| Шевченко          |          | 1100     | 904      |
| Степове           |          | 850      | 669      |

## Економіка

### Промисловість
У районі діють 12 будівельних організацій та 16 промислових підприємств, зокрема такі як СП «Дніпропромбудекспорт», Балівський комбінат хлібопродуктів, ВАТ «Гарант», облкооппромторг облспоживспілки, завод дерев'яних виробів, комплектації та збуту, ВАТ «Новоолександрівський завод керамічних виробів», «Агровест», «Дніпроагропромбудматеріали», Східне підприємство електричних мереж, транспортне спецавтопідприємство.

### Сільське господарство
Сьогодні район об'єднує всі приміські господарства і недаремно придбав славу сільськогосподарського «цеху» двох потужних індустріальних центрів — Дніпра та Кам'янського, забезпечуючи ці міста овочевою та молочною продукцією. Це, у свою чергу, і визначило овоче-молочний напрям у спеціалізації сільгосппідприємств.
Виробництвом сільськогосподарської продукції займаються 235 сільськогосподарських формувань.
Загальна площа сільськогосподарських земель становить 112,4 тис. га, у тому числі сільгоспугідь 111,3 тис. га, із них 92,7 тис. га — рілля. Площі, виділені під посіви сільгоспкультур, становлять 83,5 тис. га, у тому числі: під зернові культури — 43,3 тис. га, технічні — 11,0 тис. га, овочево-баштанні — 7,2 тис. га, кормові — 22,0 тис. га.
Господарства району спеціалізуються: у землеробстві — на вирощуванні зерна, особливо озимої пшениці, кукурудзи, соняшнику та цукрових буряків; у тваринництві — на виробництві молока, м'яса, яєць.
Найкращими є такі підприємства як ПАТ «Чумаки», науково-дослідна агрофірма «Наукова», ПрАТ АФ «Дніпро». Вищезазначені господарства мають можливість зрошувати поля завдяки Фрунзенській зрошувальній системі, яка складається з двох магістральних каналів довжиною 55 кілометрів, а також 10 міжгосподарських розподілювачів. Загальна довжина зрошувальної, викидної та колекторно-дренажної мережі — 1025 кілометрів.

## Транспорт
Дніпровський район є чи не найважливішим транспортним вузлом на Дніпрі після Києва. Місто має лише два об'їзних автошляхи: на шляху E105 (східний прохід через Новомосковськ) та на шляху від Запоріжжя в напрямку Кам'янського, Кривого Рогу, Києва (західний обхід міста). Усі транспортні засоби, що йдуть зі сходу на захід та у зворотному напрямку, проходять самим центром Дніпра по E50 через Амурський та Кайдацький мости.
Територією району проходять автошляхи E50М04, Н08, Н11, Н31, Р80, Т 0401, Т 0402, Т 0404, Т 0405, Т 0410, Т 0421 та Т 0444.
Виокремивши усі станції Дніпра, у районі лишаються лише дві залізничні станції: Балівка та Сурське.
Зупинні пункти: 40 км, 220 км, 221 км, 223 км, 229 км, 231 км, 233 км та 238 км.

## Соціальна сфера
До послуг населення району — 37 лікувальних закладів. Найбільші — центральна районна лікарня та Підгородненська міська лікарня. Відповідають сучасним вимогам також такі лікарні як Любимівська, Миколаївська, Сурсько-Литовська та Новоолександрівська. Крім того, у сільській місцевості працюють 16 фельдшерсько-акушерських пунктів, 13 амбулаторій, 4 дільничні лікарні, 2 профілакторії, 5 оздоровчих пунктів.
Діють 28 шкіл, 4 позашкільні установи: еколого-виробниче об'єднання дітей та учнівської молоді, Будинок дитячої творчості, центр технічної творчості та дозвілля школярів і молоді, дитячо-юнацький клуб фізичної підготовки.
Для потреб населення в районі функціонують 2 стадіони, 16 спортзалів, 43 спортивні майданчики, 15 клубів, кінотеатр, 2 музеї, 25 бібліотек.

## Політика
25 травня 2014 року відбулися Президентські вибори України. У межах Дніпровського району були створені 44 виборчі дільниці. Явка на виборах складала — 53,04 % (проголосували 35 128 із 66 226 виборців). Найбільшу кількість голосів отримав Петро Порошенко — 47,23 % (16 592 виборців); Сергій Тігіпко — 11,33 % (3 981 виборців), Юлія Тимошенко — 7,73 % (2 716 виборців), Анатолій Гриценко — 6,75 % (2 372 виборців), Олег Ляшко — 6,24 % (2 191 виборців). Решта кандидатів набрали меншу кількість голосів. Кількість недійсних або зіпсованих бюлетенів — 2,14 %.